# 罗炳钦
罗炳钦（1911年—1993年6月10日），男，福建上杭人，中华人民共和国政治人物，曾任福建省政协副主席，第三届全国人大代表，第五届全国政协委员。